# Concrete Sox
A Concrete Sox brit crust punk/crossover thrash együttes. 1984-ben alakultak Nottinghamben. 1999-ben feloszlottak, majd 2009-ben újból összeálltak. A zenekar egyike a crossover thrash stílus első képviselőinek. Jellemző rájuk a humor is, hiszen olyan együtteseket parodizáltak már, mint a Metallica, a Venom vagy a S.O.D.

## Diszkográfia
- Your Turn Next (1985, 2003-ban újból megjelent)
- Whoops Sorry Vicar! (1987, 2003-ban és 2012-ben újból megjelent)
- Sewerside (1989, 2020-ban újból megjelent)
- No World Order (1993)

## Egyéb kiadványok
Demók
- Demo 1985
- Demo 1988

Split lemezek
- Concrete Sox / Heresy (1987)
- Concrete Sox / Nightmare (1991)

Koncert felvételek
- Live (VHS, 1992)

EP-k
- Lunched Out (1990)
- Silence (1997)
- The New (1999)